# Cystopteris
Cystopteris és un gènere de falgueres de la família Cystopteridaceae, originari de climes temperats de tot el món.

## Característiques
Poden tenir dimorfisme dins de la mateixa espècie especialment si creixen sota estrès biològic. La majoria tenen rizoma i són perennes que creixen en zones rocoses o en el sòl. Les seves fulles són pinnades múltiples.

## Espècies que es troben als Països Catalans[2]
- Cryopteris fragilis
- Cryopteris montana

## Altres espècies
- Cystopteris bulbifera
- Cystopteris dickieana
- Cystopteris douglasii
- Cystopteris laurentiana
- Cystopteris protrusa
- Cystopteris reevesiana
- Cystopteris tennesseensis
- Cystopteris tenuis
- Cystopteris utahensis